# Soncino
Soncino (Sunsì in dialetto locale) è un comune italiano di 7 557 abitanti della provincia di Cremona, in Lombardia. Dal 2004 si fregia del titolo di città.

## Geografia fisica

### Territorio
Soncino si trova nella Pianura Padana, al centro della Lombardia al confine tra le province di Cremona, Brescia e Bergamo. Sorge sulle rive del fiume Oglio in una zona ricca di fontanili e risorgive. È sede culturale del Parco dell'Oglio Nord.
Il territorio del Comune di Soncino è dichiarato sismico ai sensi della L. 64/74 e della L.741/81

## Storia

### Antichità
L'origine di Soncino non è del tutto chiara: alcuni ritrovamenti archeologici sporadici (punte di freccia, raschiatoi in selce e un tesoretto in bronzo e rame) possono solo presumere un passaggio, un transito di popolazioni preistoriche attraverso il territorio soncinese, che in quest'epoca (dal periodo neolitico all'inizio dell'età del ferro) era bagnato dalle acque paludose del lago Gerundo. Il dosso su cui sorge l'odierno centro storico di Soncino doveva allora emergere dalle acque e, quindi, poteva essere un luogo molto ben protetto e sicuro.
L'arrivo dei celti (V-III secolo a.C.) coincide, probabilmente, con la nascita di una zona di confine. Inizialmente tra i celti e gli etruschi, che erano per lo più stanziati sulla sponda bresciana e mantovana del fiume Oglio. In seguito l'Oglio fu confine per due popolazioni celtiche gli Insubri e i Cenomani.
Risalgono all'epoca romana (II secolo a.C.-IV secolo d.C.) numerosi ritrovamenti di materiale laterizio oltre che due ville e alcune fornaci sempre nella zona settentrionale del comune di Soncino presso la frazione di Gallignano, che sembra essere la prima veramente abitata. Questo perché si trova a un'altitudine superiore e, quindi, non interessata dalle acque del Lago Gerundo. Anche in questo periodo il territorio soncinese si trova lungo una zona di confine, infatti è incerto se appartenesse alla regione augustea X (Venetia et Histria) o XI (Transpadana). L'invasione delle popolazioni germaniche che provocò la caduta dell'Impero romano d'Occidente, coincide con il periodo tradizionale della fondazione di Soncino.

### Medioevo

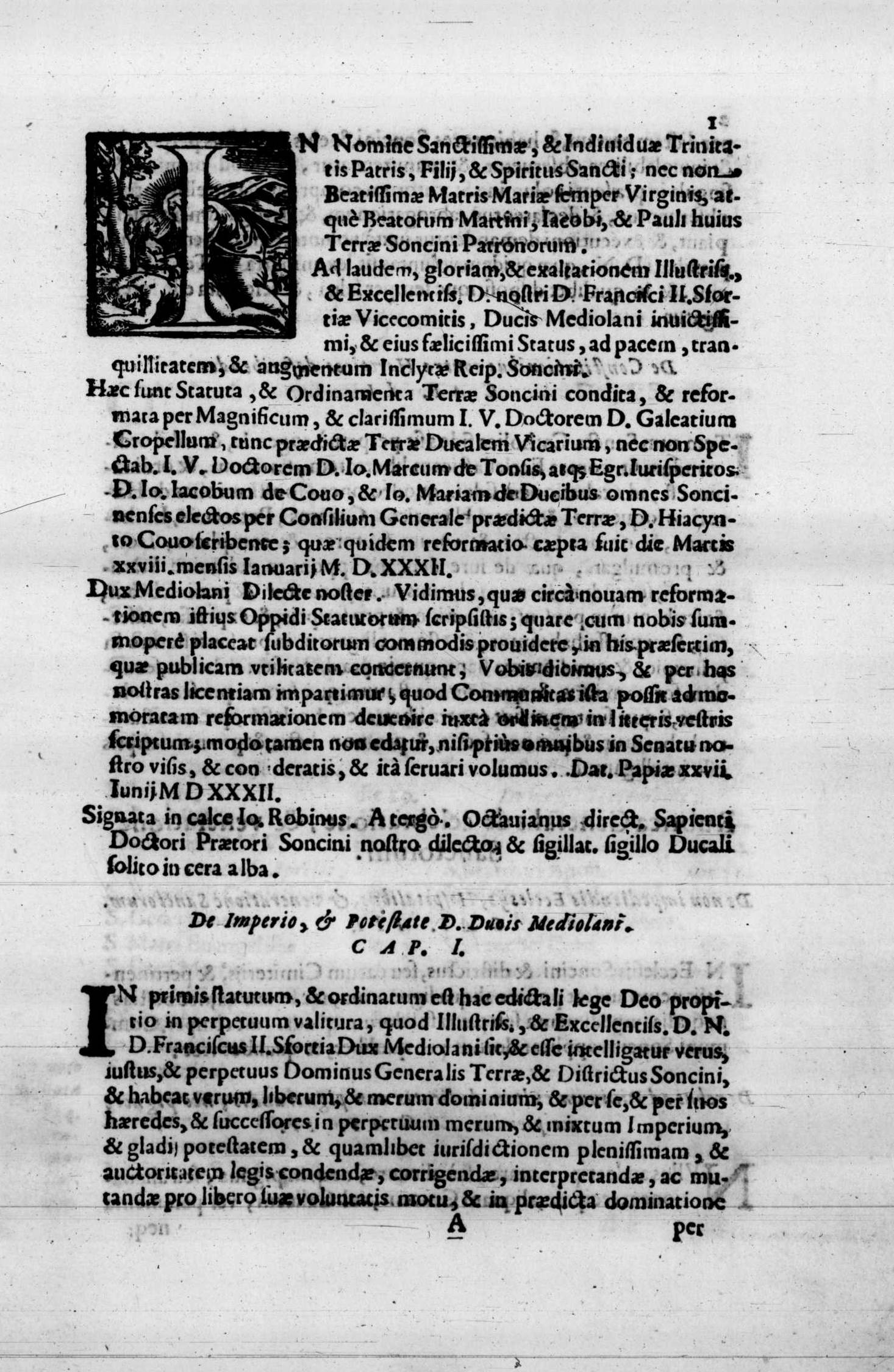
Gli statuti del Comune di Soncino (Statuta Communitatis Soncini, 1693)

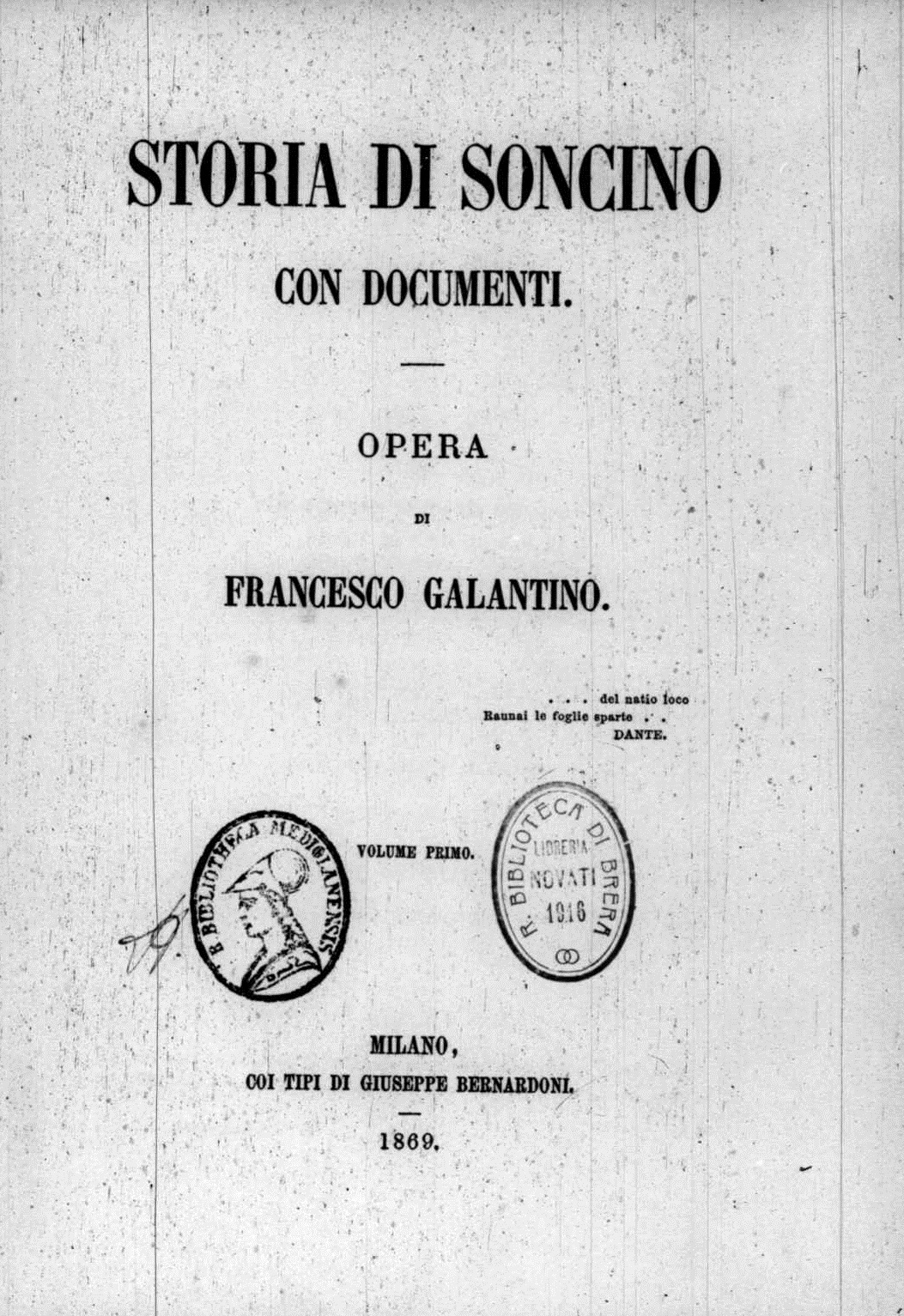
Francesco Galantino, Storia di Soncino, 1869

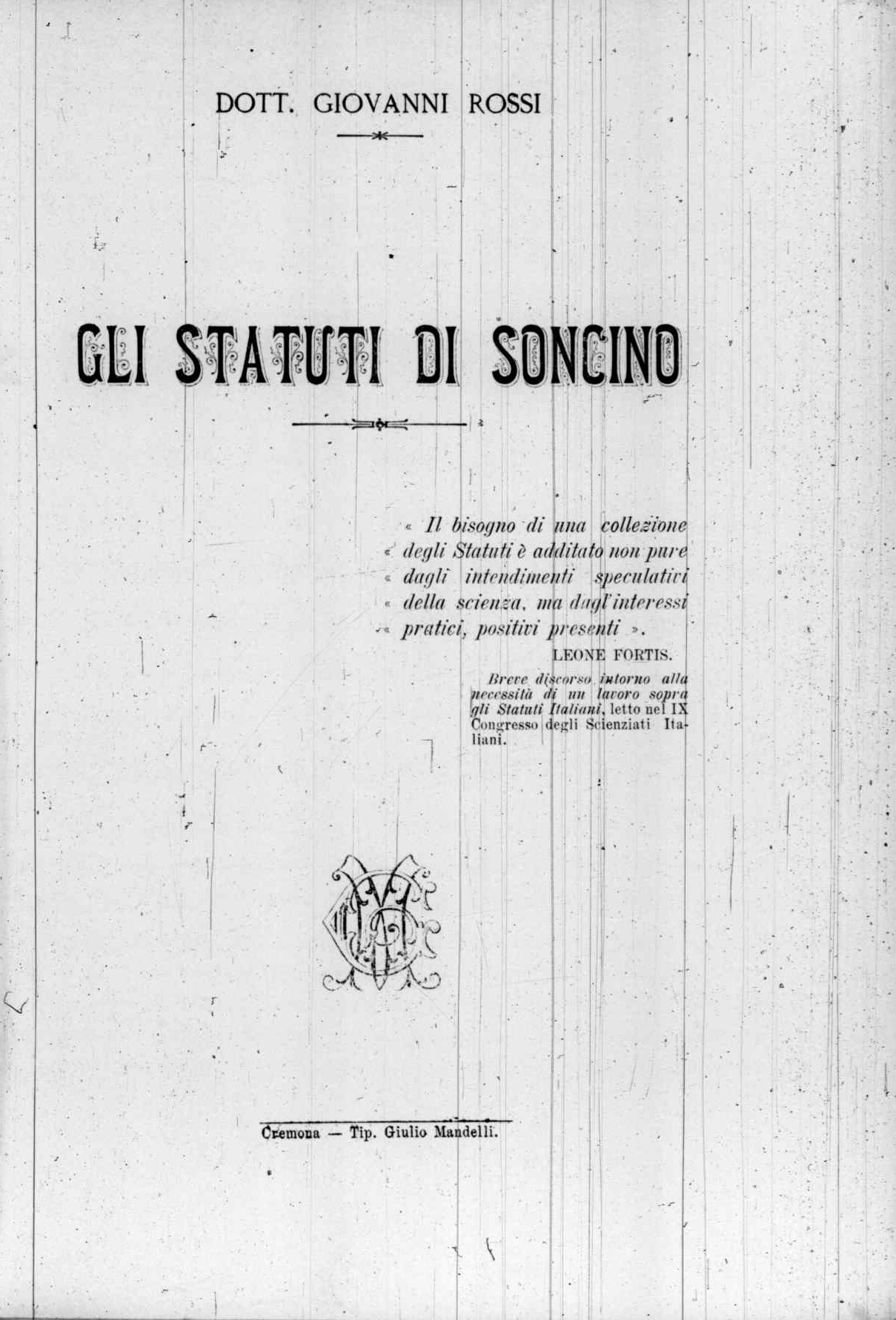
Giovanni Rossi (1845-1921), Gli statuti di Soncino, 1899

Secondo i principali storici soncinesi furono i Goti, una popolazione di origine germanica, a stabilire un primo insediamento sul dosso. Lo stesso toponimo Soncino pare sia di ascendenza germanica e significherebbe "re delle acque". Non si sono, però, trovati resti materiali, né si possiedono fonti documentarie che attestino questa tradizione.
All'epoca delle invasioni ungare (IX-X secolo) nel Nord Italia si assiste alla nascita di numerose fortificazioni, fenomeno che probabilmente ha interessato anche Soncino, determinando una progressiva frammentazione del territorio. Il 1118 è una data fondamentale, infatti Soncino viene istituito a "borgo franco" segnando il passaggio dalla zona d'influenza bergamasca a quella cremonese. Questa istituzione comporta una notevole espansione demografica ed economica. Il controllo dell'attraversamento del fiume Oglio permette di incamerare notevoli ricchezze. Incominciarono, però, i violenti contrasti con i bresciani che nel 1118 fondarono il borgo franco di Orzinuovi per limitare il potere cremonese nella zona; divenne il secondo borgo franco in Italia ottenendo un proprio potere autonomo.
Nel XIII secolo, sotto la guida di Buoso da Duera, avviene la prima importante militarizzazione di Soncino. Viene risistemata la vecchia rocca e si costruisce interamente in muratura la cinta muraria. È uno dei periodi più floridi di Soncino, così come in gran parte dei comuni del nord Italia. L'aumento della ricchezza consente anche migliorie dal punto di vista dei pubblici servizi come la grandiosa costruzione del sistema idrico-fognario che permette anche il funzionamento dei numerosi mulini.
Con il privilegio del 1311 Soncino viene sottoposto direttamente all'Impero (diventa terra separata) senza il controllo di nessun'altra città, come lo era stato prima con Cremona. È il periodo, quindi, di maggiore indipendenza. I privilegi concessi erano di natura prettamente economica che intendevano favorire l'espansione commerciale di questo territorio. Nel 1313 lo stesso Enrico VII, con diploma imperiale, investe in feudo Soncino a Giovanni I conte del Forese. Un'infeudazione più sulla carta che reale e, certamente, non impedì l'assoluta indipendenza e libertà della comunità soncinese.

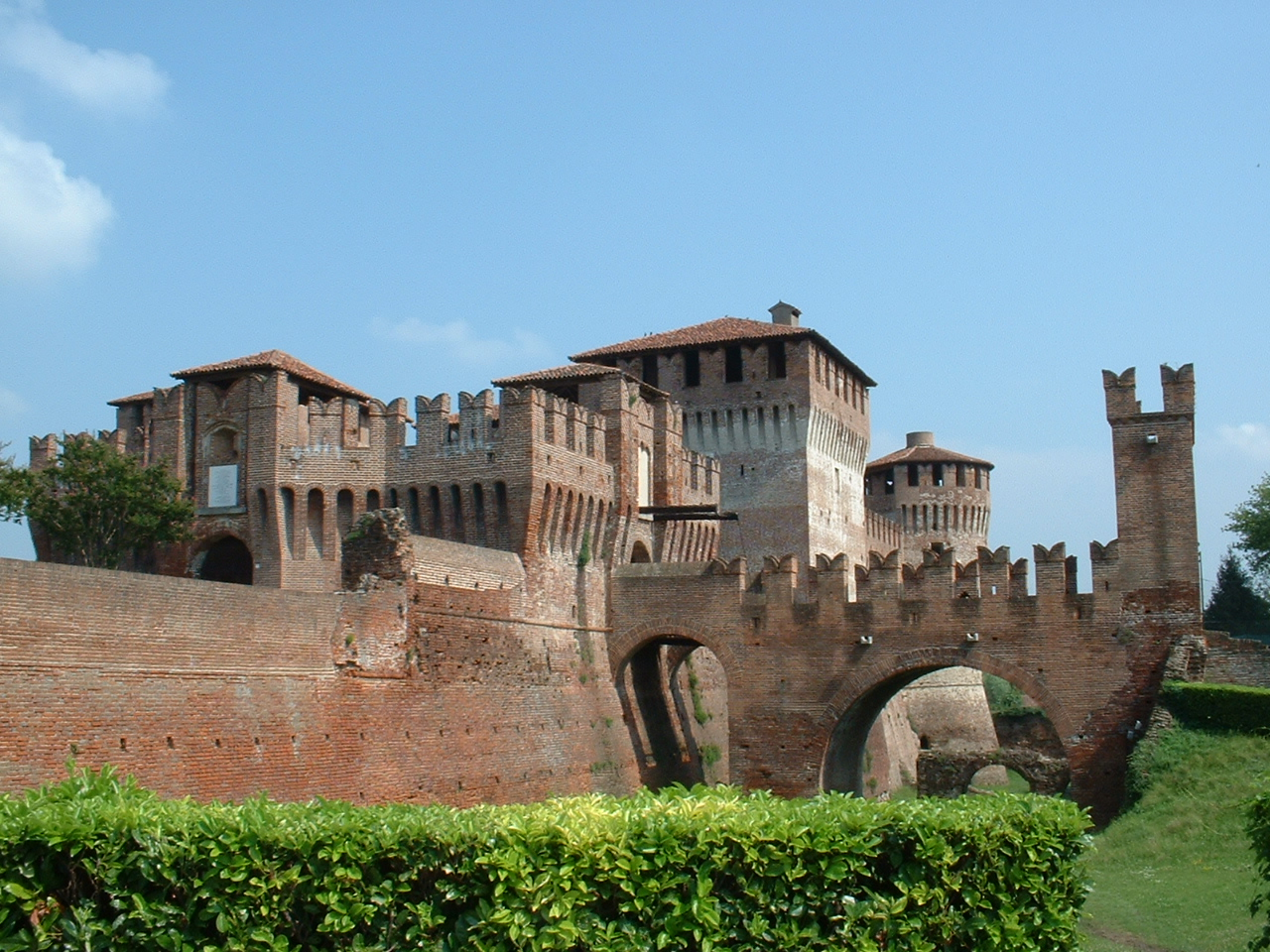
Rocca Sforzesca

Nel periodo visconteo (1385-1454) Soncino diventa la più importante roccaforte di difesa lungo la linea di confine del fiume Oglio tra Milano e Venezia. Per ben tre volte nel XV secolo la Repubblica di Venezia riuscì a impadronirsi di Soncino, dando sempre prova di buon governo. Si sviluppa grandemente l'attività imprenditoriale sia con la famiglia degli ebrei che con alcune famiglie locali, soprattutto Amadoni e Azzanelli continuando anche nel secolo XVI. Ciò permette una diffusione maggiore dei famosi pannilana soncinesi, ormai richiesti su tutti i mercati europei.

### Età moderna
La seconda grande militarizzazione del borgo soncinese avviene nell'epoca sforzesca (1454-1536) con il rifacimento completo della cerchia muraria e con la costruzione della nuova rocca. Gli Sforza ebbero grande considerazione di Soncino per la sua posizione strategicamente importante all'interno dello scacchiere militare dell'Italia settentrionale, per questo lo dotarono di imponenti strutture difensive.
Nel 1488 (datata 22 aprile) venne stampata a Soncino la prima Bibbia completa in lingua ebraica dalla famiglia di stampatori ebrei che poi prese il nome di Soncino proprio dalla città dove iniziò la sua opera editoriale.
Leonardo Da Vinci nei suoi scritti annota “a Sonsino sol cremones” accanto a un disegno di canali irrigui. Una probabile testimonianza di un suo passaggio a Soncino nell'estate del 1498, accompagnato dall'amico fra Luca Pacioli.
Con l'arrivo degli spagnoli (1536) inizia il periodo di decadenza del comune soncinese. L'infeudazione a opera di Carlo V in favore dei marchesi Stampa limita i numerosi privilegi avuti nei secoli passati da Soncino. Lo stanziamento di numerose truppe militari spagnole contribuisce, inoltre, all'impoverimento del territorio ed alla progressiva e costante perdita di vitalità economica.

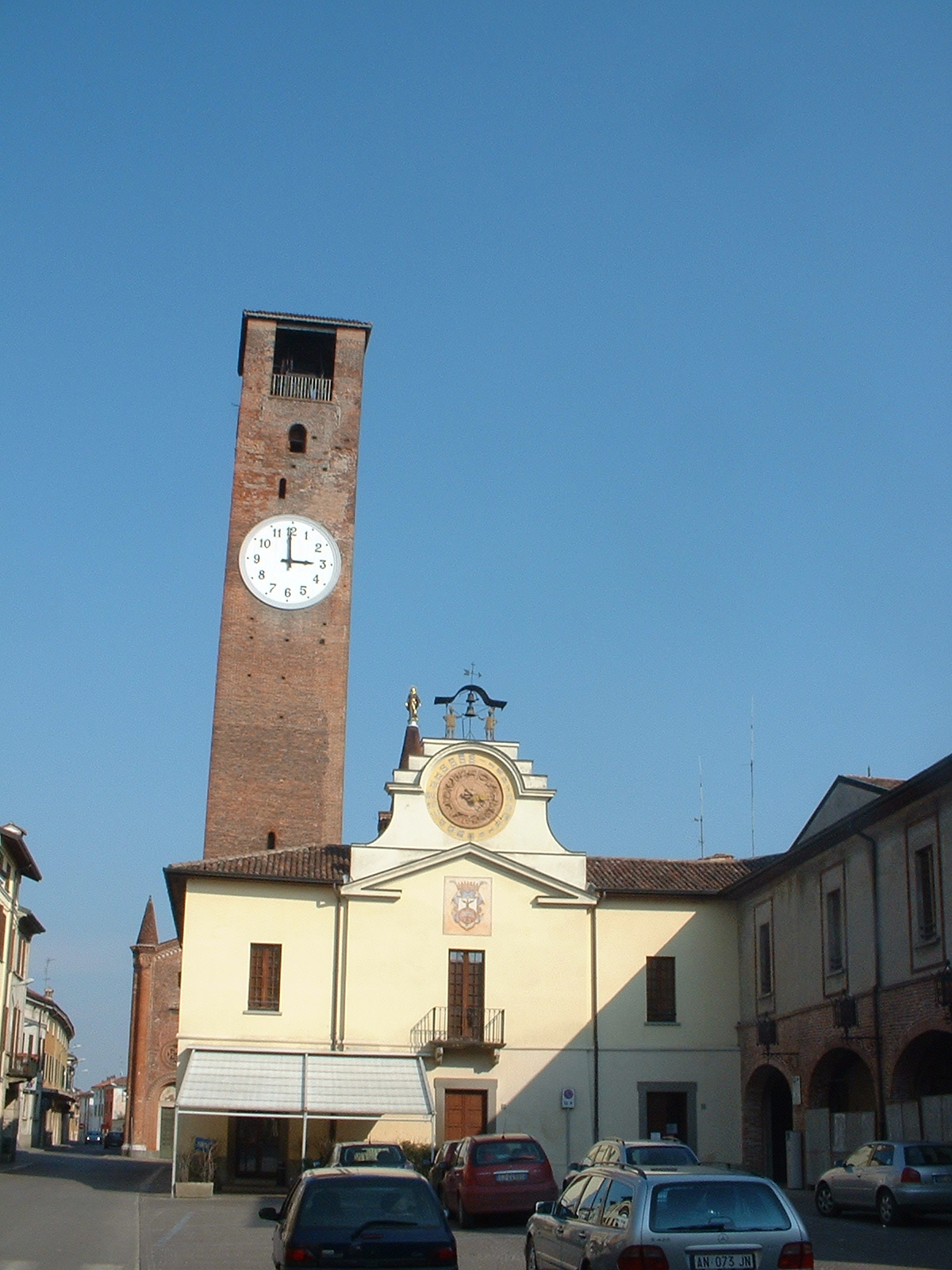
Piazza del Comune

### Età contemporanea
Tra il XVIII e la prima metà del XIX secolo avviene la completa smilitarizzazione a opera prima degli austriaci mediante l'abbattimento delle quattro porte medioevali e poi di Napoleone. Questi ultimi avvenimenti determinarono la fine della storia indipendente del borgo soncinese.

### Simboli
Stemma
Lo stemma e il gonfalone di Soncino sono stati concessi con decreto del presidente della Repubblica del 27 novembre 1985.
Gonfalone
Lo stemma civico di Soncino riprende quello della famiglia feudale dei marchesi Stampa di Soncino, poi confluita nei Casati, da cui il predicato Casati-Stampa di Soncino. Il motto Nec aspera terrent ("Le difficoltà non ci spaventano") è un'impresa adottata all'epoca del dominio francese.
Bandiera
La bandiera è stata concessa con D.P.R. del 3 ottobre 2005.

## Monumenti e luoghi d'interesse

### Architetture religiose

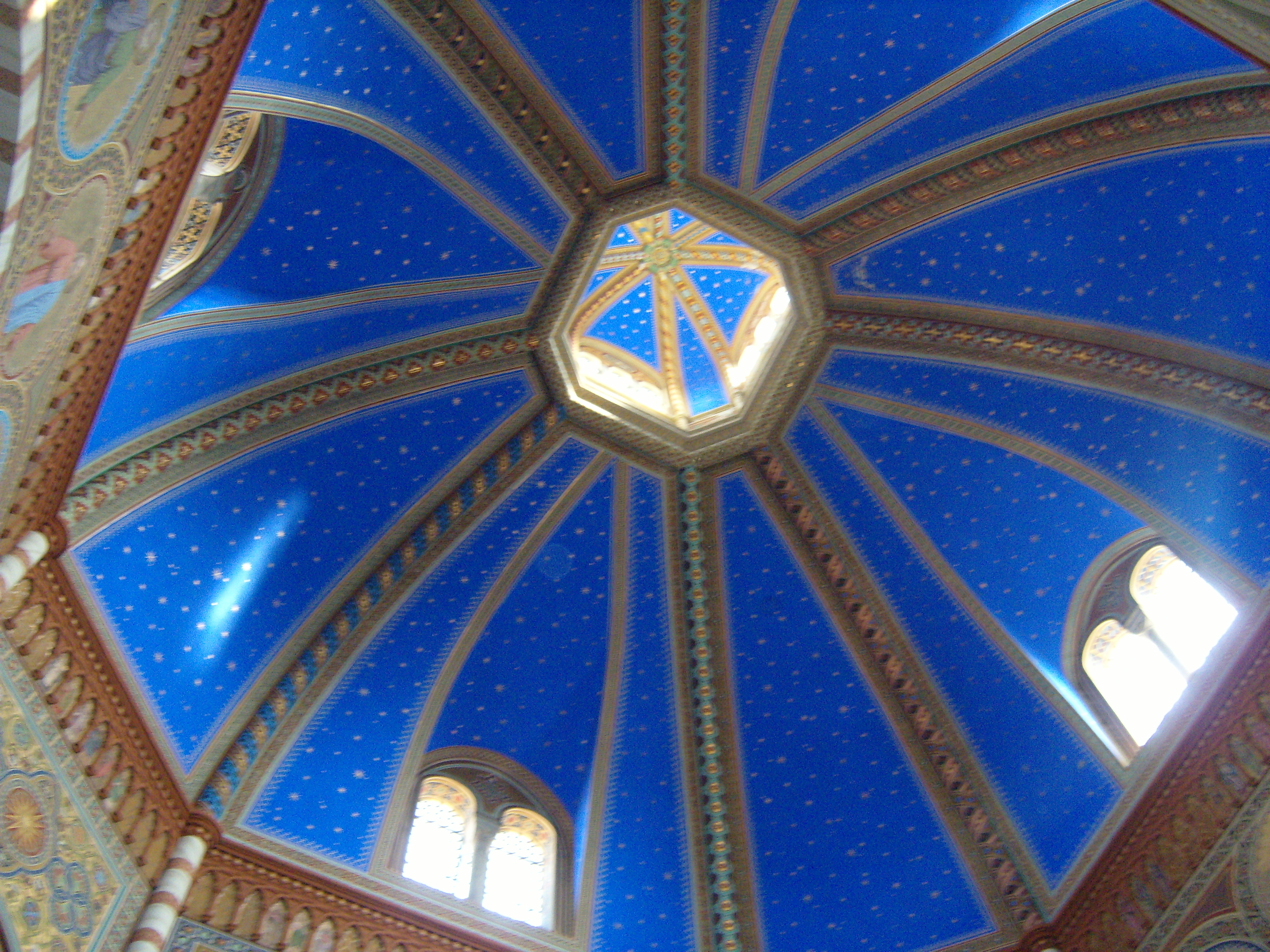
Volta della cupola della pieve di Santa Maria Assunta

#### Pieve di Santa Maria Assunta (XII secolo)
È la chiesa più importante del borgo, fondata nel XII secolo fu una delle prime chiese della diocesi di Cremona. Venne rimaneggiata a più riprese, di cui la più recente, nel XIX secolo per mano dell'architetto milanese Carlo Maciachini, che nei colori della cupola richiama immediatamente la cupola del famedio nel Cimitero monumentale di Milano. Rilevanti al suo interno un affresco raffigurante la Trinità ariana, un dipinto di Mathias Stormer e due sculture lignee.

#### Chiesa di San Giacomo (XIV secolo)

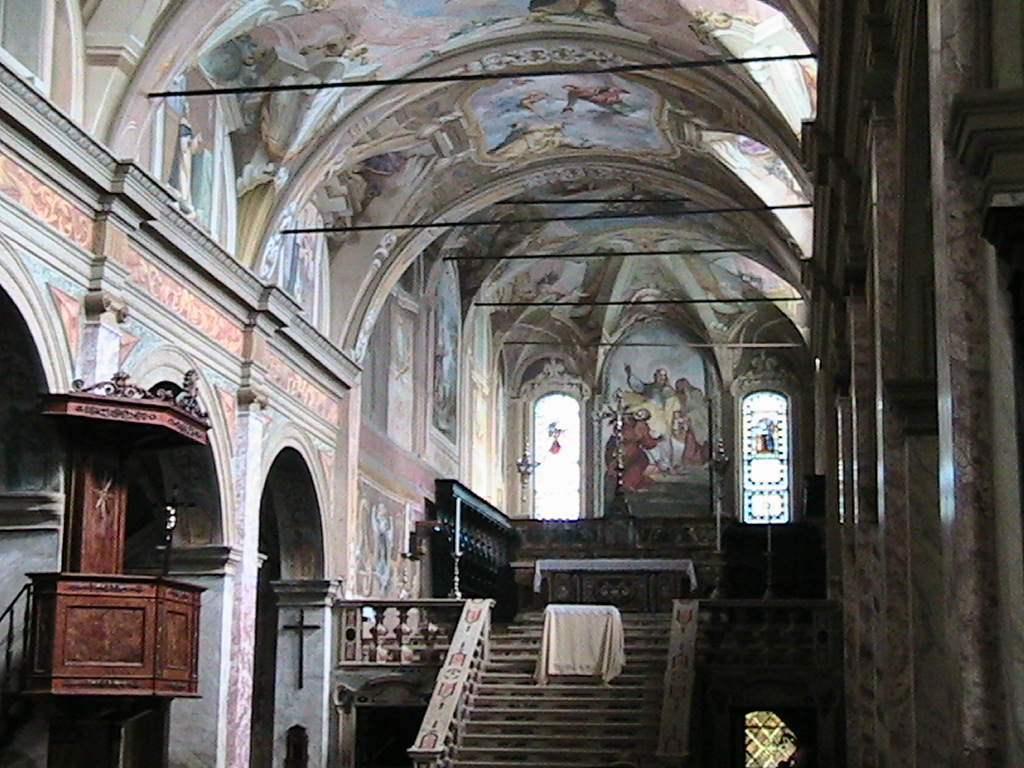
L'interno della chiesa di San Giacomo

Nasce originariamente come un luogo di sosta dei pellegrini diventa poi un convento degli agostiniani (che vi ergono la torre eptagonale). Il culmine della sua importanza lo raggiunge con i domenicani che si insediano nel XV secolo e poco alla volta creano tre chiostri e soprattutto insediano una farmacia e un'importante biblioteca. Il convento fu retto come priore da Michele Ghislieri divenuto poi san papa Pio V. Pregevoli all'interno la Pietà in terracotta policroma dello De Staulis e le vetrate di fra Ambrosino da Tormoli. Contiene le spoglie di Stefana Quinzani, domenicana, venerata come beata dalla Chiesa cattolica.

#### Chiesa di Santa Maria delle Grazie (XV secolo)
È un notevole esempio di architettura rinascimentale, eretta nel 1492 per i carmelitani. Appare completamente affrescata con notevoli dipinti tra i quali emergono il Giudizio universale sulla controfacciata e le opere di Giulio Campi. Da ammirare anche l'elegante interno che presenta una preziosa decorazione in terracotta, nello stile dello scultore Giovanni Antonio Amadeo, in collaborazione con Agostino De Fondulis. È retta dalle suore dell'Istituto Sacra Famiglia.

#### Altre chiese
Molte sono le chiese e le cappelle presenti sul territorio di Soncino:

San Pietro apostolo, San Pietro Martire, San Paolo, Santa Maria della neve al Tinazzo, Sant'Imerio a Gallignano, San Bartolomeo a Isengo, San Bernardo a Villacampagna, santuario di Villavetere a San Gabriele.

### Architetture civili

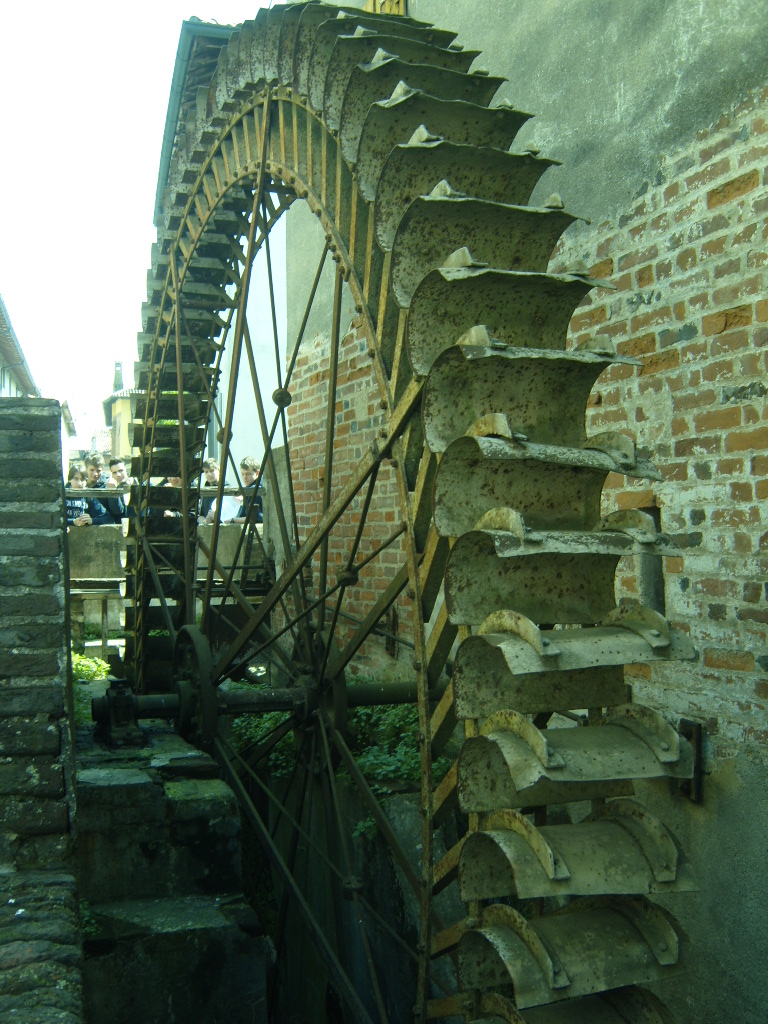
Mulino sant'Angelo

- Palazzo comunale e Torre Civica sulla piazza del Comune
- Casa degli Stampatori. Secondo la tradizione era la casa della famiglia di ebrei che a Soncino stamparono nel 1488 la prima bibbia ebraica completa al mondo a opera di Ghershom Nathan Soncino e poi presero il nome dal borgo di Soncino. È sede del Museo della Stampa.
- Palazzo Azzanelli
- Mulino sant'Angelo

### Architetture militari

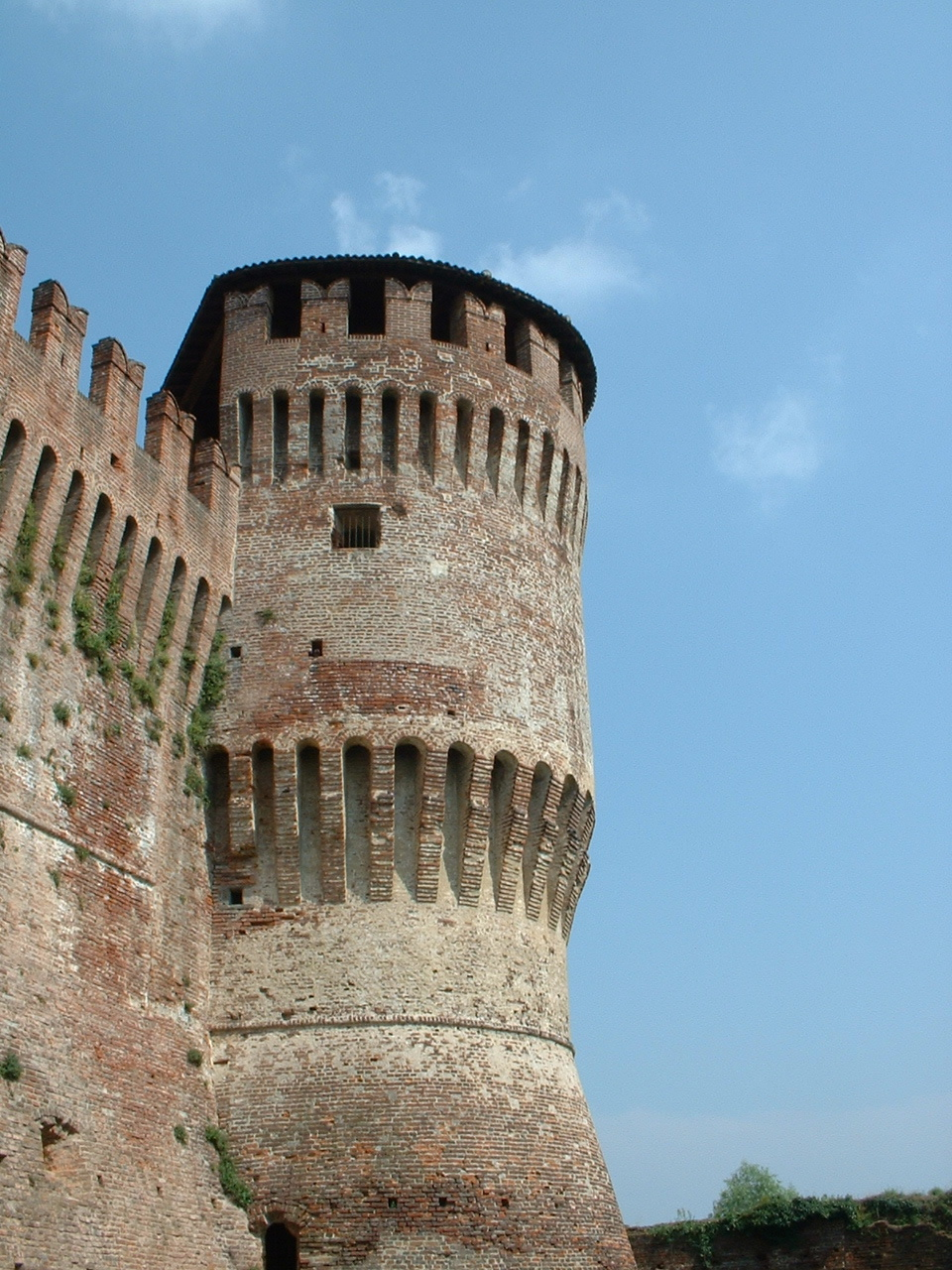
Torre cilindrica della Rocca sforzesca

- Rocca sforzesca (XV sec.): importante struttura militare formata da un cortile principale attorniato da quattro torri, tre a pianta quadrata ed una cilindrica. Antistante al cortile principale, verso il borgo, sorge un caratteristico rivellino separato dalla Rocca e dal borgo da quattro ponti levatoi.
- Cerchia delle mura e sotterranei. Lungo i due chilometri di mura medioevali sorgono sei torrioni ed in diversi punti si stanno recuperando interessanti strutture sotterranee che facevano parte della difesa militare quattrocentesca.

### Siti archeologici

#### Villa romana
Nel territorio comunale, nella zona da sempre oggetto di escavazioni di argilla per la produzione locale di laterizi, sono stati ritrovati reperti romani che fanno pensare a una possibile presenza di villa. È verosimile che si trattasse della residenza dei proprietari delle fornaci presenti, che i reperti confermano siano state attive per alcuni secoli a cavallo dell'era volgare. Si ritrovano in loco enormi quantità di materiale laterizio d'epoca, sempre peggio identificabile e sempre meno accessibile.

### Aree naturali

#### Parchi principali
Soncino è sede culturale del Parco Oglio Nord e sul territorio comunale sorgono due riserve naturalistiche sul fiume stesso: la riserva naturale Bosco de l'Isola e la riserva naturale Bosco di Barco. Inoltre nel territorio comunale è presente anche una porzione del Pianalto della Melotta (PLIS) Parco Locale di Interesse Sovracomunale. Nel pianalto di Melotta vi è un retaggio di archeologia agricola di notevole interesse ed estrema suggestione: un ponte a due ordini di archi sovrapposti, parzialmente crollato, che attraversava l'avvallamento occupato del naviglio Civico di Cremona, per trasportare acqua ai campi soprastanti. L'acqua veniva raccolta da una ruota idraulica (non più presente) che dal fondo del naviglio la innalzava di una decina di metri. Dal punto di vista naturalistico hanno rilevanza anche due canali: il Naviglio Grande Pallavicino e il Naviglio Nuovo Pallavicino.

#### Parchi minori
Il paesaggio naturalistico più rilevante è il Terrazzo Alluvionale del fiume Oglio, tutta la porzione di territorio a Sud del borgo e delle mura plasmato nei secoli dal lento scorrere dell'Oglio.
Interessante dal punto di vista naturalistico e oasi di pace per chiunque la cerchi, vi è il Parco del Tinazzo, due km a nord del borgo, sulla strada della Calciana. Creato dalla famiglia Cerioli nel 1800 custodisce accanto a tipiche piante locali, di cui alcune secolari, anche essenze provenienti da altri continenti.

## Società

Il gonfalone comunale

### Evoluzione demografica
Abitanti censiti

### Etnie e minoranze straniere
Al 31 dicembre 2020 i cittadini stranieri sono 765. Le comunità nazionali numericamente significative sono:
1. India, 317
2. Albania, 107
3. Romania, 78
4. Marocco, 65
5. Egitto, 43
6. Kosovo, 33
7. Ucraina, 22
8. Pakistan, 20

## Cultura

### Musei
- Museo della Seta. Nei pressi della Rocca sforzesca, nella cornice dell’ex Filanda Meroni a Soncino, il Museo della Seta offre in visione ai visitatori antichi strumenti per la produzione della seta, dall'approvvigionamento delle uova dei bachi fino alla trattura della seta. Il museo nasce da una collezione privata del suo Curatore, Enzo Corbani, iniziata oltre vent'anni. Il museo ha conosciuto un ampliamento, con l'apertura di una stanza dedicata alle ditte bacologiche o seme-bachi, cioè le aziende produttrici di uova: si tratta di una delle rarissime sale a ciò dedicate in tutta Italia. Vi sono altresì, filmati d'epoca sulla bachicoltura e manifesti in tema.
- Museo della stampa. Si trova nella Casa degli Stampatori (recupero recente di edificio medievale) e spiega, con attrezzature d'epoca, gli albori e l'evoluzione iniziale, ispirandosi alla famiglia Soncino, stampatori ebrei di nazionalità tedesca che a Soncino raggiunsero una qualità di stampa eccelsa, prima di proseguire la loro avventura nel mondo.
- Museo archeologico. Si trova nella Rocca Sforzesca, raccoglie le testimonianze archeologiche più significative tratte dal territorio.
- Museo dei combattenti. Si trova nella Rocca Sforzesca e propone cimeli e ricordi di ex-combattenti delle due Guerre Mondiali.

### Media

#### Televisione
Sono stati girati due sceneggiati della RAI:
- Marco Visconti (1975 con Raf Vallone, Gabriele Lavia)
- Camilla (1976 con Giulietta Masina)
- I promessi sposi (1990 parodia del Trio Solenghi-Marchesini-Lopez)[14]

### Cinema e Televisione
La caratteristica rocca medievale è stata ambientazione di molteplici film:
- Ladyhawke di Richard Donner, con Matthew Broderick, Rutger Hauer e Michelle Pfeiffer
- Il mestiere delle armi di Ermanno Olmi
- Marco Visconti di Anton Giulio Majano (miniserie TV)

### Musica
Nella città di Soncino è radicata una forte tradizione musicale, come testimonia la presenza di due sacerdoti compositori (Antonio Concesa e Battista Restelli), attivi nella composizione di musica per coro ed organo. Inoltre dal 1836 è attiva la Banda civica musicale di Soncino, che ha curato la trascrizione, pubblicazione e registrazione di opere inedite del compositore cremonese Amilcare Ponchielli

### Eventi
Nel corso dell'anno si tengono diverse manifestazioni sia di lunga tradizione sia più recenti. Le principali sono: Festa di Primavera (quarta domenica di maggio) – Sagra delle Radici (quarta domenica di ottobre) – Rievocazione storica (giugno) -  Halloween a Soncino (31 ottobre di sera) – Carnevale (si festeggia la domenica e il martedì grasso) – Sagra di S.Luigi (seconda domenica di settembre) –  Festa del Fiume (seconda e terza settimana di giugno).
Ogni anno, la prima domenica di ottobre, si svolge la rievocazione medievale. Ogni tre, l'Assalto alla rocca: l'ultimo si è tenuto il 6 e 7 ottobre 2018.
Per la prima volta, il 17 dicembre 2017, a Soncino si svolse la Notte dei Krampus.
Le feste patronali (sagre) delle tre frazioni sono: a Gallignano, terza domenica di ottobre si festeggia sant'Imerio, a Isengo il 24 agosto San Bartolomeo, a Villacampagna il 4 maggio san Gottardo; va pure segnalato l'8 Settembre nella chiesetta santuario di Villavetere, data irrinunciabile per i residenti della borgata di San Gabriele e cascine circostanti.

## Geografia antropica

### Frazioni

#### Gallignano
La maggiore frazione del comune di Soncino conta circa 1 000 abitanti divisi tra il nucleo principale, le numerose cascine e la località San Gabriele.
La genesi più accreditata del paese dice che i primi insediamenti umani furono per la lavorazione dell'argilla in zona Bosco Vecchio, cascina esistente fino agli anni '90 del XX secolo, poi a San Gabriele, situato lungo la via romana ricordata come "Barbaresca". San Gabriele, ora località di 15 cortili organizzati con un evidente criterio urbanistico di comunità, non crebbe a causa della pericolosità della via romana: dopo la caduta dell'impero la popolazione si spostò a fondare Gallignano, la località di riferimento.
A Gallignano è presente il gruppo archeologico Aquaria che ha censito molte prove a suffragare la probabile cronologia appena esposta.
In paese sono degni di nota la chiesa parrocchiale, progettata e costruita negli anni 60 del XX secolo, in cotto a vista, con tetto a capanna, con unica luminosa navata, arricchita con pregevole organo posto dietro l'altare maggiore; in paese è pure presente un notevole palazzo privato, dimora di campagna di nobile famiglia milanese, presente da molti secoli, tuttora proprietaria e che lì ospitò Napoleone.
Anche a San Gabriele si trova un palazzo, di genesi non documentabile e ora residenza privata, inserito in amplissimo cortile porticato che lo chiudeva su due lati, realizzati con evidenti capacità finanziarie e costruttive e conoscenze estetiche del XVI secolo. Nei campi d'attorno vi è la chiesetta santuario di Villa Vetere, documentato dal 1600 ma risalente a tempi ben più antichi, ricostruita nelle forme attuali a seguito del terremoto di Soncino del 1802 . Ovunque nel territorio ci sono risorgive di acque di falda, qui particolarmente vicina alla superficie e da tempo immemore scavata e condotta sui prati; questa particolarità dà ragione dell'antico toponimo di Aquaria, mitica città fondata dai Galli Cenomani, come ipotizzato dal conte Francesco Galantino nella sua Storia di Soncino.

#### Isengo
Frazione di circa un centinaio di abitanti che sorge a nord-ovest del capoluogo; ha qui sede lo stadio delle Robinie, riferimento sportivo della comunità. Nel suo territorio sono state ritrovate diverse testimonianze archeologiche: in particolare negli anni 90, in seguito a scavi per posa di tubi della Società Snam, sono emerse tombe a cappuccina e pozzi per attingere acqua, retaggio certo di insediamenti, forse longobardi.

#### Villacampagna
Frazione di circa trecento residenti, posta lungo la strada per Cremona. È stata sede di una delle prime case dell'istituto Sacra Famiglia, fondato a Comonte (BG) da Suor Paola Elisabetta Cerioli, illustre figlia di Soncino, recentemente beatificata dalla Chiesa cattolica.

## Economia

### Agricoltura
L'economia locale è molto legata all'agricoltura, il vasto territorio è in gran parte occupato da aziende agricole legate all'allevamento di bovini e suini. Soncino è il comune della provincia di Cremona con il maggior numero di allevamenti zootecnici.
Un particolare prodotto dell'agricoltura locale è la cosiddetta "Radice di Soncino", una radice dal gusto amarognolo coltivata solo nella zona. Ad ottobre si tiene una sagra dedicata a tale prodotto.

### Industria
I settori più presenti sono quello cartario, siderurgico, laterizio posti nella zona industriale tra le statali per Cremona e Crema.

### Turismo
Dal 2008 il comune si è associato ai borghi più belli d'Italia.

## Infrastrutture e trasporti
La Stazione di Soncino e la fermata di Villacampagna erano poste lungo la ferrovia Cremona-Iseo, in concessione alla Società Nazionale Ferrovie e Tramvie, attivata per tratte a partire dal 1911 e soppressa nel 1956.
La località costituiva inoltre capolinea di tre linee tranviarie:
- la tranvia Lodi-Crema-Soncino, in esercizio fra il 1880 ed il 1931
- la tranvia Brescia-Soncino, in esercizio fra il 1881 ed il 1954
- la tranvia Bergamo-Soncino, in esercizio fra il 1888 ed il 1931, che effettuava fermata anche presso la frazione di Gallignano

### Strade
Il territorio è attraversato dalle strade provinciali ex SS 235 "di Orzinuovi", ex SS 498 "Soncinese", SP 39 Soncino-Calcio e SP 44 Soncino-Casaletto di Sopra.

### Mobilità urbana
Il trasporto pubblico è garantito da autolinee svolte dalle società Autoguidovie, SAB, SIA e FNMA.

## Amministrazione
Elenco dei sindaci dal 1985.
| Periodo | Periodo   | Primo cittadino    | Partito                                           | Carica                  | Note                 |
| ------- | --------- | ------------------ | ------------------------------------------------- | ----------------------- | -------------------- |
| 1985    | 1990      | Giuseppe Fabemoli  | Partito Socialista Italiano                       | sindaco                 |                      |
| 1990    | 1991      | Ambrogio Alberti   | Democrazia Cristiana                              | sindaco                 | [ 18 ] [ 19 ] [ 20 ] |
| 1991    | 1991      | Vincenzo Panico    | -                                                 | commissario prefettizio | [ 20 ]               |
| 1991    | 1996      | Luigi Pisati       | Democrazia Cristiana                              | sindaco                 |                      |
| 1996    | 2000      | Felice Arco        | lista civica di centro-destra                     | sindaco                 |                      |
| 2000    | 2005      | Luigi Pisati       | centro                                            | sindaco                 |                      |
| 2005    | 2010      | Francesco Pedretti | Casa delle Libertà                                | sindaco                 |                      |
| 2010    | 2015      | Francesco Pedretti | lista civica di centro-destra                     | sindaco                 |                      |
| 2015    | 2020      | Gabriele Gallina   | lista civica di centro-destra                     | sindaco                 |                      |
| 2020    | in carica | Gabriele Gallina   | Lega Nord-Forza Italia-Fratelli d'Italia-Popolari | sindaco                 | [ 2 ]                |

## Sport

### Calcio
La U.S.D. Soncinese (colori sociali bianco-rosso del gonfalone cittadino), nuova denominazione della precedente ‘’San Paolo Soncino’’ nata dalla fusione tra la U.S.D. San Paolo Gallignanese e lo S.C. Soncino, partecipa al campionato di Eccellenza.

### Baskin
La A.S.D. Baskin Soncino (colori sociali bianco-rosso) è nata ufficialmente nel 2017, ha vinto la Coppa Italia nel 2018 e partecipa regolarmente al campionato di Baskin della sezione Lombardia Sud.

### Altri sport
Sono attive le seguenti società sportive: Soncino Sporting Club (nuoto) – S.C. Imbalplast (ciclismo) – Gruppo Atletica Arvedi Soncino (atletica) – U.S. Acli Vassalli Karate Soncino (arti marziali) – Gruppo Alpinisti Anonimi (alpinismo) – Circolo Sportivo il Biliardo (biliardo)  - A.S.D Rainbow center (fitness e arti marziali) - Amatori Soncino (calcio - livello amatoriale).